# Mostra de Venise 2013
La Mostra de Venise 2013 — ou la 70e édition de la Mostra de Venise ou encore la 70e édition du Festival international du film de Venise (en italien : 70ª edizione della Mostra internazionale d'arte cinematografica) — est un festival de cinéma international qui s'est tenu à Venise en Italie du 28 août au 7 septembre 2013.
Le jury a été présidé par le réalisateur Bernardo Bertolucci et l'actrice italienne Eva Riccobono a présenté les cérémonies d'ouverture et de clôture. Le festival s'est ouvert avec le film Gravity et a été conclu par Amazonia.
Le Lion d'or a été attribué au film documentaire italien Sacro GRA de Gianfranco Rosi.

## Déroulement et faits marquants

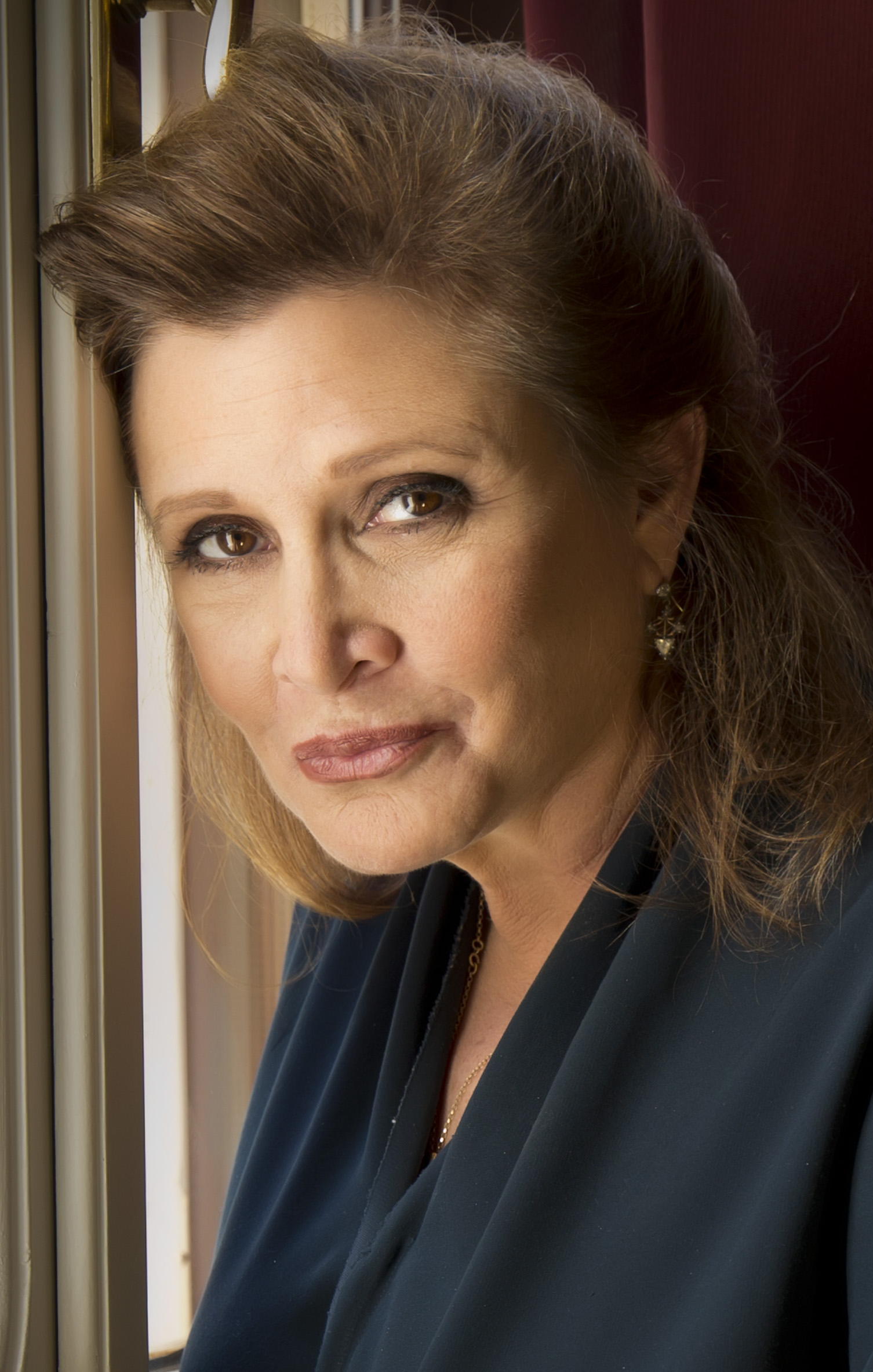
Carrie Fisher, dernière membre du jury à être annoncée.

Le jeudi 9 mai 2013, le nom du président du jury est annoncé : il s'agit du réalisateur italien Bernardo Bertolucci. C'est la deuxième fois qu'il occupe cette fonction, après avoir été président du jury de la Mostra de Venise 1983. Le réalisateur américain William Friedkin doit recevoir le Lion d'or pour la carrière. Le 30 mai 2013 une rumeur annonce le film Moebius de Kim Ki-duk. Ki-duk avait reçu le Lion d'or lors de la Mostra de Venise 2012 pour le film Pieta.
Le 5 juin 2013, Paul Schrader est nommé président du jury de la section « Horizon », alors que son nouveau film, The Canyons avec Lindsay Lohan et James Deen, est présenté hors compétition.
Le 3 juillet 2013, les organisateurs annoncent que c'est le film Gravity d'Alfonso Cuarón, avec George Clooney et Sandra Bullock, qui fera l'ouverture,. Le 11 juillet 2013, la réalisatrice saoudienne Haifaa Al-Mansour est désignée comme présidente du jury du Prix Luigi De Laurentiis. L'actrice Claudia Cardinale sera présente pour présenter le film Sandra, lauréat du Lion d'or en 1965, dans la section « Venezia Classici ». La sélection officielle est dévoilée le 25 juillet 2013,,.
Le 8 août 2013, les organisateurs annoncent que la star de Star Wars Carrie Fisher rejoint le jury international.

## Jurys

### Jury international
| Nom | Nom                                     | Qualité                            | Nationalité   |
| --- | --------------------------------------- | ---------------------------------- | ------------- |
|     | Bernardo Bertolucci (président du jury) | Réalisateur, scénariste            | Italie        |
|     | Andrea Arnold                           | réalisatrice                       | Royaume-Uni   |
|     | Renato Berta                            | directeur de photographie          | Suisse France |
|     | Carrie Fisher                           | actrice, scénariste et romancière  | États-Unis    |
|     | Martina Gedeck                          | actrice                            | Allemagne     |
|     | Pablo Larraín                           | cinéaste, scénariste et producteur | Chili         |
|     | Virginie Ledoyen                        | actrice                            | France        |
|     | Ryuichi Sakamoto                        | compositeur de musique             | Japon         |
|     | Jiang Wen                               | acteur                             | Chine         |

### Jury du prix Horizon
- Paul Schrader (président du jury)
- Catherine Corsini
- Leonardo Di Costanzo
- Frédéric Fonteyne
- Ksenia Rappoport
- Amr Waked
- Golshifteh Farahani

### Jury du prix Luigi De Laurentiis
- Haifaa Al-Mansour (présidente du jury)
- Alexey German Jr.
- Geoffrey Gilmore
- Ariane Labed
- Razvan Radulescu
- Maria Sole Tognazzi
- Amat Escalante

Source : site officiel de la Mostra.

## Sélection

### In concorso
Films présentés en compétition.
| Titre                                    | Réalisation        | Pays                 | Distribution |
| ---------------------------------------- | ------------------ | -------------------- | --- |
| Ana Arabia                               | Amos Gitaï         | Israël France        | Yuval Scharf, Sarah Adler, Uri Gavriel, Norman Issa, Yussuf Abu-Warda, Shady Srur, Assi Levy                                                                                                |
| Child of God                             | James Franco       | États-Unis           | Scott Haze, Tim Blake Nelson, James Franco, Jim Parrack |
| L'intrepido                              | Gianni Amelio      | Italie               | Antonio Albanese, Livia Rossi, Gabriele Rendina, Alfonso Santagata, Sandra Ceccarelli |
| La Jalousie                              | Philippe Garrel    | France               | Louis Garrel, Anna Mouglalis |
| Joe                                      | David Gordon Green | États-Unis           | Nicolas Cage, Tye Sheridan, Ronie Gene Blevins |
| Le vent se lève (風立ちぬ, Kaze tachinu) | Hayao Miyazaki     | Japon                | (film d'animation) |
| Miss Violence                            | Alexandro Avranas  | Grèce                | Thémis Pánou, Eleni Roussinou |
| Night Moves                              | Kelly Reichardt    | États-Unis           | Jesse Eisenberg, Dakota Fanning, Peter Sarsgaard, James LeGros |
| Parkland                                 | Peter Landesman    | États-Unis           | James Badge Dale, Zac Efron, Jackie Earle Haley, Colin Hanks, David Harbour, Marcia Gay Harden, Ron Livingston, Jeremy Strong, Billy Bob Thornton, Jacki Weaver, Tom Welling, Paul Giamatti |
| Philomena                                | Stephen Frears     | Royaume-Uni          | Judi Dench, Steve Coogan |
| Die Frau des Polizisten                  | Philip Gröning     | Allemagne            | Alexandra Finder, David Zimmerschied, Pia Kleemann, Chiara Kleemann, Horst Rehberg, Katharina Susewind, Lars Rudolph (en)                                                                   |
| Sacro GRA                                | Gianfranco Rosi    | Italie               | (film documentaire) |
| Les Chiens errants (郊遊, Jiao you)      | Tsai Ming-liang    | Taïwan France        | Lee Kang-sheng, Lu Yi-ching, Lee Yi-cheng, Lee Yi-chieh, Chen Shiang-chyi |
| Les Terrasses (Es-Stouh)                 | Merzak Allouache   | Algérie France       | Adila Bendimerad, Nassima Belmihoub, Ahcene Benzerari, Aïssa Chouat, Mourad Khen, Myriam Ait El Hadj                                                                                        |
| Tom à la ferme                           | Xavier Dolan       | Canada France        | Xavier Dolan, Pierre-Yves Cardinal, Lise Roy, Evelyne Brochu |
| Tracks                                   | John Curran        | Australie            | Mia Wasikowska, Adam Driver |
| Under the Skin                           | Jonathan Glazer    | Royaume-Uni          | Scarlett Johansson |
| The Unknown Known                        | Errol Morris       | États-Unis           | Donald Rumsfeld (film documentaire) |
| Palerme (Via Castellana Bandiera)        | Emma Dante         | Italie Suisse France | Elena Cotta, Emma Dante, Alba Rohrwacher, Renato Malfatti, Dario Casarolo, Carmine Maringola                                                                                                |
| Zero Theorem (The Zero Theorem)          | Terry Gilliam      | Royaume-Uni          | Christoph Waltz, Matt Damon, Mélanie Thierry, David Thewlis, Lucas Hedges, Ben Whishaw, Tilda Swinton                                                                                       |

Source : site officiel de la Mostra.

### Fuori concorso
Films présentés hors compétition.
| Titre                                                                                          | Réalisation                                | Pays                             | Distribution                               |
| ---------------------------------------------------------------------------------------------- | ------------------------------------------ | -------------------------------- | ------------------------------------------ |
| Amazonia (film de clôture)                                                                     | Thierry Ragobert                           | France Brésil                    |                                            |
| The Armstrong Lie                                                                              | Alex Gibney                                | États-Unis                       |                                            |
| At Berkeley                                                                                    | Frederick Wiseman                          | États-Unis                       |                                            |
| Die andere Heimat (Die andere Heimat - Chronik einer Sehnsucht)                                | Edgar Reitz                                | Allemagne                        |                                            |
| The Canyons                                                                                    | Paul Schrader                              | États-Unis                       | Lindsay Lohan, James Deen                  |
| Qu'il est étrange de s'appeler Federico (Che strano chiamarsi Federico Scola racconta Fellini) | Ettore Scola                               | Italie                           |                                            |
| Con il fiato sospeso                                                                           | Costanza Quatriglio                        | Italie                           |                                            |
| Donne nel mito : Anna Magnani                                                                  | Marco Spagnoli                             | Italie                           |                                            |
| Double Play: James Benning and Richard Linklater                                               | Gabe Klinger                               | États-Unis                       |                                            |
| Gondola                                                                                        | Paul Rudish, Aaron Springer et Clay Morrow | États-Unis                       |                                            |
| Gravity (film d'ouverture)                                                                     | Alfonso Cuarón                             | États-Unis Royaume-Uni           | George Clooney, Sandra Bullock             |
| Albator, le corsaire de l'espace                                                               | Shinji Aramaki                             | Japon                            |                                            |
| Locke                                                                                          | Steven Knight                              | Royaume-Uni                      | Tom Hardy                                  |
| Moebius (뫼비우스)                                                                             | Kim Ki-duk                                 | Corée du Sud                     |                                            |
| Pine Ridge                                                                                     | Anna Eborn                                 | Danemark                         |                                            |
| Une promesse                                                                                   | Patrice Leconte                            | France Royaume-Uni               | Rebecca Hall, Alan Rickman, Richard Madden |
| Redemption                                                                                     | Miguel Gomes                               | Portugal France Allemagne Italie |                                            |
| Summer 82 when Zappa came to Sicily                                                            | Salvo Cuccia                               | Italie États-Unis                |                                            |
| À la folie (Feng Ai)                                                                           | Wang Bing                                  | Hong Kong Chine France Japon     |                                            |
| Ukraine is not a Brothel (Ukraina ne Bordel)                                                   | Kitty Green                                | Australie                        |                                            |
| La Voce di Berlinguer                                                                          | Mario Sesti et Theo Teardo                 | Italie                           |                                            |
| Wałęsa                                                                                         | Andrzej Wajda                              | Pologne                          |                                            |
| Wolf Creek 2                                                                                   | Greg McLean                                | Australie                        |                                            |
| Unforgiven (許されざる者)                                                                      | Sang-il Lee                                | Japon                            |                                            |

Source : site officiel de la Mostra.

### Orizzonti
- Algunas chicas de Santiago Palavecino  Argentine
- Aningaaq de Jonás Cuarón  États-Unis
- The Audition de Michael Haussman  Italie
- Ballkoni de Lendita Zeqiraj  Kosovo
- Blanco de Ignacio Gatica  Argentine
- Cold Snap de Leo Woodhead  Nouvelle-Zélande
- Death For A Unicorn de Riccardo Bernasconi et Francesca Reverdito  Suisse
- Eastern Boys de Robin Campillo  France
- Fish and Cat (Mahi va gorbeh) de Shahram Mokri  Iran
- La gallina de Manel Raga  Espagne
- Houses With Small Windows de Bülent Öztürk  Belgique
- Il terzo tempo de Enrico Maria Artale  Italie
- Je m'appelle Hmmm... de Agnès b.  France
- Kush de Shubhashish Bhutiani  Inde
- Little Brother (Bauyr) de Serik Aprymov  Kazakhstan
- Medeas de Andrea Pallaoro  États-Unis  Italie
- Minesh de Shalin Sirkar  Afrique du Sud  Allemagne  Danemark
- Palo Alto de Gia Coppola  États-Unis
- Piccola patria de Alessandro Rossetto  Italie
- La prima neve de Andrea Segre  Italie
- Quello che resta de Valeria Allievi  Italie
- Ruin de Amiel Courtin-Wilson et Michael Cody  Australie
- The Sacrament de Ti West  États-Unis
- Stagnant Water (Sishui) de Xiaowei Wang  Chine
- Still Life de Uberto Pasolini  Royaume-Uni  Italie
- Toutes les belles choses de Cécile Bicler  France
- Un pensiero Kalašnikov de Giorgio Bosisio  Italie
- La vida después de David Pablos  Mexique
- We Are the Best! (Vi är bäst!) de Lukas Moodysson  Suède  Danemark
- Wolfschildren (Wolfskinder) de Rick Ostermann  Allemagne
- Why Don't You Play in Hell? (Jigoku de naze warui) de Sion Sono  Japon

Source : site officiel de la Mostra.

### Venezia Classici
Source : site officiel de la Mostra.

### Biennale College - Cinema
Laboratoire réservé aux jeunes réalisateurs.
- Yuri Esposito de Alessio Fava  Italie
- Memphis de Tim Sutton  États-Unis
- Mary is happy, Mary is happy de Nawapol Thamrongrattanarit  Thaïlande

Source : site officiel de la Mostra.

### Final Cut in Venice
Film en post-production originaires d'Afrique.
- Challatt Tunes de Kaouther Ben Hania  Tunisie
- El Ott de Ibrahim El-Batout  Égypte
- Made in Madagascar - Avec presque rien... de Nantenaina Lova  Madagascar
- La Mer - Territorial Pissings de Sibs Shongwe  Afrique du Sud

Source : site officiel de la Mostra.

### Proiezioni Speciali
Projections spéciales.
- Dietro le quinte di otto e ½ de Gideon Bachmann  Italie
- Dai nostri inviati – La Rai racconta la Mostra del Cinema 1980 – 1989 de Enrico Salvatori, Giuseppe Gianotti et Davide Savelli  Italie

Source : site officiel de la Mostra.

### Sélections parallèles

#### Settimana Internazionale della Critica
In concorso
- L'Armée du salut de Abdellah Taïa  France  Maroc
- Återträffen de Anna Odell  Suède
- Las niñas Quispe de Sebastián Sepúlveda  Chili  France  Argentine
- Class Enemy (Razredni sovražnik) de Rok Biček  Slovénie
- White Shadow de Noaz Deshe  Italie  Allemagne  Tanzanie
- Zoran, il mio nipote scemo de Matteo Oleotto  Italie  Slovénie

Fuori concorso
- L'arte della felicità de Alessandro Rak  Italie (film d'ouverture)
- Las analfabetas de Moisés Sepúlveda  Chili (film de clôture)

Source : site officiel de la Mostra.

#### Giornate degli Autori
Selezione ufficiale
- Alienation de Milko Lazarov  Bulgarie
- La Belle Vie de Jean Denizot  France
- Bethlehem de Yuval Adler  Israël
- Gerontophilia de Bruce LaBruce  Canada
- Khawana de Sean Gullette  Maroc  États-Unis
- Kill Your Darlings de John Krokidas  États-Unis
- Koksuz de Deniz Akçay Katıksız  Turquie
- May in the Summer de Cherien Dabis  États-Unis  Qatar  Jordanie
- La mia classe de Daniele Gaglianone  Italie
- La reconstruccion de Juan Taratuto  Argentine
- Rigor Mortis de Juno Mak  Hong Kong
- Siddharth de Richie Mehta  Inde  Canada

Progetto « Women’s Tales »
- The Door de Ava DuVernay  Italie  États-Unis (court métrage)
- Le donne della Vucciria de Hiam Abbass  Italie  France (court métrage)

Eventi speciali
- Julia de J. Jackie Baier  Allemagne  Lituanie
- Venezia salva de Serena Nono  Italie
- L'arbitro de Paolo Zucca  Italie  Argentine (film d'ouverture)
- 3 Mariages de trop de Javier Ruiz Caldera  Espagne (film de clôture)

En association avec le Festival du film de TriBeCa
- Lenny Cooke de Benny Safdie et Joshua Safdie  États-Unis

Source : site officiel de la Mostra.

## Palmarès

### In concorso
| Prix                                                   | Attribué à                                | Pays        |
| ------------------------------------------------------ | ----------------------------------------- | ----------- |
| Lion d'or                                              | Sacro GRA de Gianfranco Rosi              | Italie      |
| Lion d'argent - Grand prix du jury                     | Les Chiens errants de Tsai Ming-liang     | Chine       |
| Lion d'argent du meilleur réalisateur                  | Alexandro Avranas pour Miss Violence      | Grèce       |
| Coupe Volpi pour la meilleure interprétation masculine | Thémis Pánou dans Miss Violence           | Grèce       |
| Coupe Volpi pour la meilleure interprétation féminine  | Elena Cotta dans Palerme                  | Italie      |
| Prix du meilleur scénario                              | Steve Coogan et Jeff Pope pour Philomena  | Royaume-Uni |
| Prix Marcello-Mastroianni du meilleur espoir           | Tye Sheridan dans Joe                     | États-Unis  |
| Prix spécial du jury                                   | Die Frau des Polizisten de Philip Gröning | Allemagne   |

### Sélections parallèles
| Prix                                                       | Attribué à                                   | Pays        |
| ---------------------------------------------------------- | -------------------------------------------- | ----------- |
| Prix Horizons du meilleur film                             | Eastern Boys de Robin Campillo               | France      |
| Prix Horizons du meilleur réalisateur                      | Uberto Pasolini pour Still Life              | Italie      |
| Prix spécial du jury                                       | Ruin de Amiel Courtin-Wilson et Michael Cody | Australie   |
| Prix spécial de l'innovation                               | Fish and Cat de Shahram Mokri                | Iran        |
| Prix Horizons du meilleur court métrage                    | Kush de Shubhashish Bhutiani                 | Inde        |
| Prix Luigi De Laurentiis pour la meilleure première œuvre  | White Shadow de Noaz Deshe                   |             |
| Prix FIPRESCI (compétition)                                | Tom à la ferme de Xavier Dolan               | Canada      |
| Prix FIPRESCI (Semaine de la critique internationale)      | Återträffen de Anna Odell                    | Suède       |
| Queer Lion                                                 | Philomena de Stephen Frears                  | Royaume-Uni |
| European Short Film 2013 nommé aux Prix du cinéma européen | Houses With Small Windows de Bülent Öztürk   | Belgique    |

### Prix spéciaux
| Prix                                         | Attribué à         | Pays       |
| -------------------------------------------- | ------------------ | ---------- |
| Lion d'or pour la carrière                   | William Friedkin   | États-Unis |
| Prix Jaeger-LeCoultre Glory to the Filmmaker | Ettore Scola       | Italie     |
| Prix L'Oréal Paris pour le cinéma            | Eugenia Costantini | Italie     |
| Prix Persol                                  | Andrzej Wajda      | Pologne    |